# Saraburi Stadium
Das Saraburi Stadium, oder auch Saraburi Provincial Administrative Organization Stadium (Thai สนามกีฬากลางจังหวัดสระบุรี หรือ สนาม อบจ.สระบุรี) genannt, ist ein Fußballstadion mit Leichtathletikanlage in der thailändischen Stadt Saraburi in der gleichnamigen Provinz. Es wird hauptsächlich für Fußballspiele genutzt. Es war die Heimspielstätte der Fußballclubs Osotspa Saraburi FC und des Saraburi FC. Die Anlage hat eine Kapazität von 6.000 Zuschauern. Der Eigentümer und Betreiber des Stadions ist die Saraburi Municipality (Provinz Saraburi).

## Nutzer des Stadions
| Verein              | Zeitraum der Nutzung |
| ------------------- | -------------------- |
| Osotspa Saraburi FC | 2010 bis 2013        |
| Saraburi FC         | 2010 bis 2015        |
| Saraburi United FC  | 2019 bis             |

## Galerie

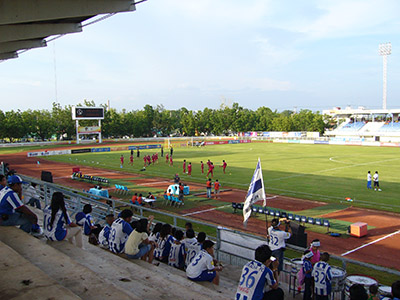
Saraburi Stadium (2011)
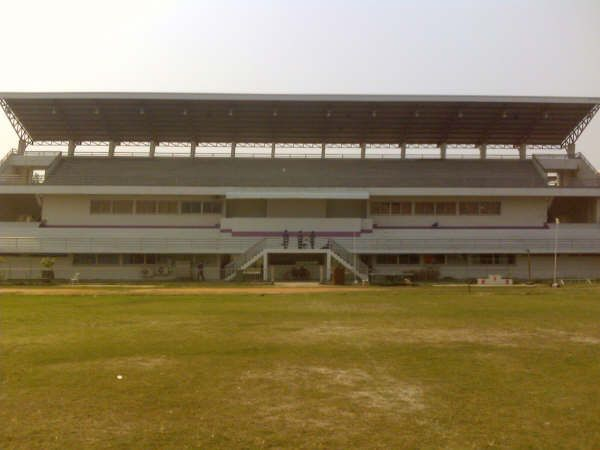
Haupttribüne